# Breuil-la-Réorte
Breuil-la-Réort är en fransk kommun, belägen i regionen Nouvelle-Aquitaine, i  departementet Charente-Maritime i arrondissementet Rochefort och Surgéreskantonen.
Antalet invånare uppgår till 312 personer (1999). Ytan är 16,07 km2.
År 2000 fanns i Breuil-la-Réorte 39 gårdar vilka upptog 2 730 hektar.

## Befolkningsutveckling
Antalet invånare i kommunen Breuil-la-Réorte
| Referens: INSEE |